# Pipunculus sajanicus
Pipunculus sajanicus är en tvåvingeart som beskrevs av Kuznetzov 1991. Pipunculus sajanicus ingår i släktet Pipunculus och familjen ögonflugor. Inga underarter finns listade i Catalogue of Life.